# Object Management Group
Die Object Management Group (OMG) ist ein 1989 gegründetes Konsortium, das sich mit der Entwicklung von Standards für die herstellerunabhängige systemübergreifende objektorientierte Programmierung beschäftigt. Der OMG gehörten zur Gründung elf Unternehmen, darunter IBM, Apple und Sun, an. Mit Microsoft trat im September 2008 ein weiterer Hauptakteur im Softwaregeschäft der OMG bei. Mittlerweile hat sie über 800 Mitglieder und entwickelt international anerkannte Standards. Der Hauptsitz befindet sich in Needham, Massachusetts, und der Zweitsitz in Austin, Texas.
Die bekanntesten Entwicklungen der OMG sind die Common Object Request Broker Architecture (CORBA), die das Erstellen von verteilten Anwendungen in heterogenen Umgebungen vereinfacht, sowie die Unified Modeling Language (UML), welche die Modellierung und Dokumentation von objektorientierten Systemen in einer normierten Syntax erlaubt.
Von der OMG stammen
- BMM (Business Motivation Model, engl. für Geschäftsmotivationsmodell)
- BPMN (Business Process Model and Notation, engl. für Modellierungs-Notation für Geschäftsprozesse)
- CMMN (Case Management Model and Notation, engl. für Notation für Fallmanagement)
- CORBA (Common Object Request Broker Architecture, engl. für Allgemeine Architektur für Vermittler von Objekt-Nachrichten)
- CWM (Common Warehouse Metamodel, engl., Allgemeines Metamodell für Data-Warehouses)
- DDS (Data Distribution Service, engl. für Dienst für die Datenverteilung)
- DMN (Decision Model and Notation, engl. für Modellierungsnotation für Geschäftsentscheidungen)
- FIBO (Financial Industry Business Ontology, engl. für Ontologie für die Finanzindustrie)
- FIGI (Financial Instrument Global Identifier, engl. für Globale Kennung für Finanzinstrumente)
- IDL (Interface Definition Language, engl. für Beschreibungssprache für Schnittstellen)
- MDA, (model-driven architecture, engl. für modellgetriebene Architektur)
- MOF (Meta Object Facility, engl. für Einrichtung/Architektur für Meta-Objekte)
- OMA (Object Management Architecture, engl. für Verwaltungsarchitektur für Objekte)
- QVT (Query/View/Transformation. engl. für Anfragen/Sichten/Transformationen)
- ReqIF (Requirements Interchange Format, engl. für Austauschformat für Anforderungen)
- SBVR (Semantics of Business Vocabulary and Business Rules, engl. für Semantik von Geschäftsvokabular und Geschäftsregeln)
- SoaML (Service oriented architecture Modeling Language, engl. für Modellierungssprache für serviceorientierte Architektur)
- SPEM (Software Process Engineering Metamodel, engl. für Metamodell für Entwicklungsprozesse der Softwaretechnik)
- SysML (Systems Modeling Language, engl. für Modellierungssprache für Systeme)
- UML (Unified Modeling Language, engl. für Vereinheitlichte Modellierungssprache)
- XMI (XML Metadata Interchange, engl. für Austausch von XML-Metadaten)

Es existiert die Untergruppe ODMG (Object Database Management Group), welche sich mit Standards für objektorientierte Datenbanksysteme befasst.